# Équipe de France de football aux Jeux olympiques de 1908
L'équipe de France de football participe à son 2e tournoi de football aux Jeux olympiques lors de l'édition de 1908 qui se tient à Londres au Royaume-Uni, du 19 octobre 1908 au 24 octobre 1908. La spécificité de cette édition est que la France présente deux équipes pour ce tournoi.

## Présentation
Pour cette édition, huit équipes provenant de sept délégations sont inscrites et parmi elle, la France : elle engage deux équipes en suivant le règlement qui l'autorise à le faire.

Les sélections participantes à l'épreuve de football aux Jeux olympiques de 1908.

Cependant la Hongrie et la Bohême se sont retirées avant le début de la compétition, à cause de la crise bosniaque, qui a débuté le 6 octobre 1908. De plus, la Bohême avait aussi perdu son statut de membre de la FIFA (obtenu en 1906) peu avant la compétition, lors du congrès de Vienne de juin 1908.
Pour la France, l’USFSA, membre fondatrice de la FIFA en 1904, est en rupture avec cette dernière depuis 1907 mais, étant une association fortement liée à Pierre de Coubertin (créateur du CIO), elle reste cependant responsable de la sélection olympique et aligne deux équipes,.
Les effectifs de chaque sélection présente sont composés de joueurs amateurs, tel que le stipule le règlement de la compétition,. Ce même règlement stipule aussi que chaque équipe a le droit d’avoir en plus des joueurs titulaires des joueurs-réserves, qui doivent être inscrits avant le 1er septembre 1908.

## Parcours France A

### Premier tour
| 20 octobre 1908 | France A | non joué | Bohême |  |  |
|                 |          |          |        |  |  |

La Bohême (royaume de l’Empire austro-hongrois) s'est retirée avant le début de la compétition, à cause de la crise bosniaque, qui a débuté le 6 octobre 1908.
Une autre raison invoquée est la perte de son statut de membre de la FIFA (obtenu en 1906) peu avant la compétition, lors du congrès de Vienne de juin 1908. Cela permet à la France A d'accéder aux demi-finales par voie de conséquence.

### Demi-finale
| 22 octobre 1908 | France A                                                                                                 | 1 – 17  | Danemark | | |
| 13:00           | Sartorius 16e                                                                                            |         | 3e 4e 6e 39e 46e 48e 52e 64e 66e 76e S. Nielsen · 18e 37e Lindgren · 60e 72e 82e 89e Wolfhagen · 68e N. Middelboe    | Stade olympique, Londres Spectateurs : 1 000 Arbitrage : Thomas Campbell assisté de F. Lockwood et d’A. C. Hines | Stade olympique, Londres Spectateurs : 1 000 Arbitrage : Thomas Campbell assisté de F. Lockwood et d’A. C. Hines |
| 13:00           | Rapports de la DBU, de la FFF et de la FIFA                                                              |         | | Stade olympique, Londres Spectateurs : 1 000 Arbitrage : Thomas Campbell assisté de F. Lockwood et d’A. C. Hines | Stade olympique, Londres Spectateurs : 1 000 Arbitrage : Thomas Campbell assisté de F. Lockwood et d’A. C. Hines |
| 13:00           | Tilliette - Wibaut, Dubly - Bayrou, Renaux, Schubart - Sartorius, Albert, François , Cyprès, Fenouillère | Équipes | Drescher - Buchwald, Hansen - Bohr, K. Middelboe , N. Middelboe - Gandil, Lindgren, S. Nielsen, Wolfhagen, Rasmussen | Stade olympique, Londres Spectateurs : 1 000 Arbitrage : Thomas Campbell assisté de F. Lockwood et d’A. C. Hines | Stade olympique, Londres Spectateurs : 1 000 Arbitrage : Thomas Campbell assisté de F. Lockwood et d’A. C. Hines |

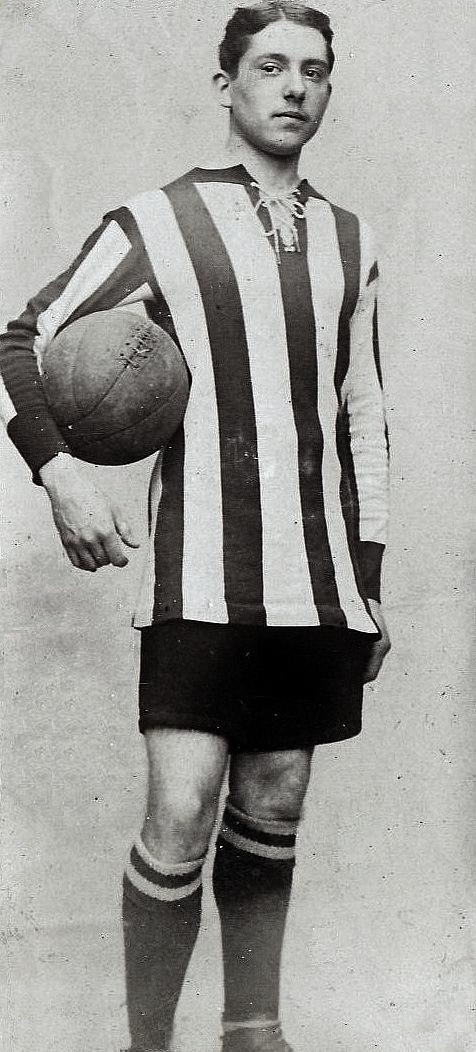
Le seul buteur français lors de cette olympiade, Émile Sartorius.

D’après le rapport officiel, dès le début du match, le Danemark attaque et Sophus Nielsen inscrit trois buts en quatre minutes, soit un score de trois buts à zéro dès la sixième minute. La France devient ensuite plus offensive mais les attaquants français ne profitent pas d’une première erreur des deux défenseurs et du gardien du but, mais sur une seconde erreur Sartorius inscrit à la seizième minute le seul but français du match (après avoir pris la balle à Hansen, Sartorius tire entre les jambes de Drescher). Avant la mi-temps, Lindgren (par deux fois) et Nielsen aggravent le score. À la mi-temps, le Danemark mène logiquement six buts à un.
En seconde mi-temps, les Français ne font que quelques incursions dans le camp danois et n’arrivent pas à s’offrir d’occasions, alors que les Danois inscrivent onze buts (un sextuplé de S. Nielsen, un quadruplé de Wolfhagen et un but de N. Middleboe) pour terminer le match sur le score de dix-sept buts à un. Ce match est encore la plus lourde défaite de l’équipe de France de football et la plus large victoire de celle du Danemark.
À la suite de ce match, les Français déclarent forfaits et retournent en France. John Cameron commente ainsi l’attitude des Français : « Ils [les Français] étaient trop polis et trop friands de fumer continuellement une cigarette. Ils fumaient jusqu’au début du match, fumaient une autre cigarette durant la mi-temps et finissaient la journée en répétant cette habitude »,,. Le journaliste français Robert Desmarets explique après cette débâcle : « Il faut que, sans retard, nos dirigeants mettent sur pied une équipe nationale et fassent l’impossible pour lui procurer le moyen de s’entraîner, sans quoi nous ne pourrons arriver à venger notre échec des Jeux Olympiques 1908 ».
Cela permet aux Suédois de prendre alors la place de la France pour le match pour la médaille de bronze et finalement, d'après le classement établi en 1986, la France A termine cinquième du tournoi alors qu'elle est normalement demi-finaliste mais son désistement provoque ce classement.

## Parcours France B

### Premier tour
| 19 octobre 1908 | France B | 0 – 9   | Danemark | | |
| 15:00           | |         | 10e 49e N. Middelboe · 15e 17e 67e 72e Wolfhagen · 25e 47e Bohr · 78e S. Nielsen                                        | Stade olympique, Londres Spectateurs : 2 000 Arbitrage : Thomas Kyle assisté d’E. C. Jarvis et de L. F. Morrison | Stade olympique, Londres Spectateurs : 2 000 Arbitrage : Thomas Kyle assisté d’E. C. Jarvis et de L. F. Morrison |
| 15:00           | Rapports de la DBU, de la FFF et de la FIFA                                                                  |         | | Stade olympique, Londres Spectateurs : 2 000 Arbitrage : Thomas Kyle assisté d’E. C. Jarvis et de L. F. Morrison | Stade olympique, Londres Spectateurs : 2 000 Arbitrage : Thomas Kyle assisté d’E. C. Jarvis et de L. F. Morrison |
| 15:00           | Desrousseaux - Verlet , Charles Bilot - Dastarac, Gressier, Vialaret - Six, Jenicot, Holgard, Mathaux, Filez | Équipes | Drescher - Buchwald, Hansen - Bohr, K. Middelboe , N. Middelboe - O. Nielsen, Lindgren, S. Nielsen, Wolfhagen, Andersen | Stade olympique, Londres Spectateurs : 2 000 Arbitrage : Thomas Kyle assisté d’E. C. Jarvis et de L. F. Morrison | Stade olympique, Londres Spectateurs : 2 000 Arbitrage : Thomas Kyle assisté d’E. C. Jarvis et de L. F. Morrison |

La France B dispute le premier tour face au Danemark, dans l’après-midi du 19 octobre. D’après le rapport officiel, la rencontre est jouée sous un temps à la fois brumeux et inconfortable et sur un terrain dont le gazon dans sa partie centrale s’avère glissant. Nils Middelboe inscrit le premier but pour les Danois après une douzaine de minutes. Puis cinq minutes plus tard, Wolfhagen marque les second et troisième buts coup sur coup. Bohr marque le but du quatre à zéro, score à la mi-temps. Dès le début de la seconde période, Harald Bohr et Niels Middelboe inscrivent deux buts en l’espace de deux minutes. Les Danois continuent d’attaquer et gagnent la rencontre sur le score de neuf buts à zéro. Les Français n’ont jamais été « capables de jouer leur meilleur jeu » et n’ont inquiété le gardien danois qu’à deux ou trois reprises de tout le match. Finalement, d'après le classement établi en 1986, la France B termine dernière du tournoi.